# Piragüismo en los Juegos Olímpicos de Londres 2012 – Eslalon C-2 masculino
La prueba de eslalon C-2 masculino de piragüismo en los Juegos Olímpicos de Londres 2012, se llevó a cabo entre el 29 al 2 de agosto, en el Lee Valley White Water Centre en Hertfordshire.

## Horario
Todas las horas están en horario de verano (UTC+1)
| Fecha                       | Tiempo        | Ronda     |
| --------------------------- | ------------- | --------- |
| Lunes, 30 de julio de 2012  | 13:30 & 15:42 | Series    |
| Jueves, 2 de agosto de 2012 | 13:30         | Semifinal |
| Jueves, 2 de agosto de 2012 | 15:18         | Final     |

## Resultados
| Rank              | Nombre                                        | Ronda preliminar | Ronda preliminar | Ronda preliminar | Ronda preliminar | Semifinal | Semifinal | Final     | Final     |
| Rank              | Nombre                                        | Bajada 1         | Bajada 2         | Mejor            | Rank             | Tiempo    | Rank      | Tiempo    | Rank      |
| ----------------- | --------------------------------------------- | ---------------- | ---------------- | ---------------- | ---------------- | --------- | --------- | --------- | --------- |
| Medalla de oro    | Timothy Baillie & Etienne Stott (GBR)         | 100.44           | 102.79           | 100.44           | 4                | 110.78    | 6         | 106.41    | 1         |
| Medalla de plata  | David Florence & Richard Hounslow (GBR)       | 108.23           | 101.08           | 101.08           | 7                | 108.93    | 1         | 106.77    | 2         |
| Medalla de bronce | Pavol Hochschorner & Peter Hochschorner (SVK) | 97.52            | 98.60            | 97.52            | 2                | 109.04    | 2         | 108.28    | 3         |
| 4                 | Gauthier Klauss & Matthieu Peche (FRA)        | 96.98            | 151.03           | 96.98            | 1                | 109.27    | 3         | 109.17    | 4         |
| 5                 | Piotr Szczepański & Marcin Pochwała (POL)     | 105.58           | 101.00           | 101.00           | 5                | 109.81    | 4         | 110.51    | 5         |
| 6                 | Hu Minghai & Shu Junrong (CHN)                | 103.36           | 99.05            | 99.05            | 3                | 110.70    | 5         | 112.85    | 6         |
|                   |                                               |                  |                  |                  |                  |           |           |           |           |
| 7                 | Jaroslav Volf & Ondřej Štěpánek (CZE)         | 104.00           | 150.87           | 104.00           | 8                | 112.22    | 7         | No avanzó | No avanzó |
| 8                 | Sašo Taljat & Luka Božič (SLO)                | 102.82           | 101.08           | 101.08           | 6                | 113.50    | 8         | No avanzó | No avanzó |
| 9                 | Vavřinec Hradilek & Stanislav Ježek (CZE)     | 106.91           | DNS              | 106.91           | 9                | 115.50    | 9         | No avanzó | No avanzó |
| 10                | Kynan Maley & Robin Jeffery (AUS)             | 113.96           | 107.47           | 107.47           | 10               | 162.14    | 10        | No avanzó | No avanzó |
|                   |                                               |                  |                  |                  |                  |           |           |           |           |
| 11                | David Schröder & Frank Henze (GER)            | 107.50           | 107.79           | 107.50           | 11               | No avanzó | No avanzó | No avanzó | No avanzó |
| 12                | Eric Hurd & Jeff Larimer (USA)                | 112.91           | 109.78           | 109.78           | 12               | No avanzó | No avanzó | No avanzó | No avanzó |
| 13                | Niccolo Ferrari & Pietro Camporesi (ITA)      | 120.64           | 111.55           | 111.55           | 13               | No avanzó | No avanzó | No avanzó | No avanzó |
| 14                | Mikhail Kuznetsov & Dmitry Larionov (RUS)     | 112.36           | 155.59           | 112.36           | 14               | No avanzó | No avanzó | No avanzó | No avanzó |

## Fotogalería

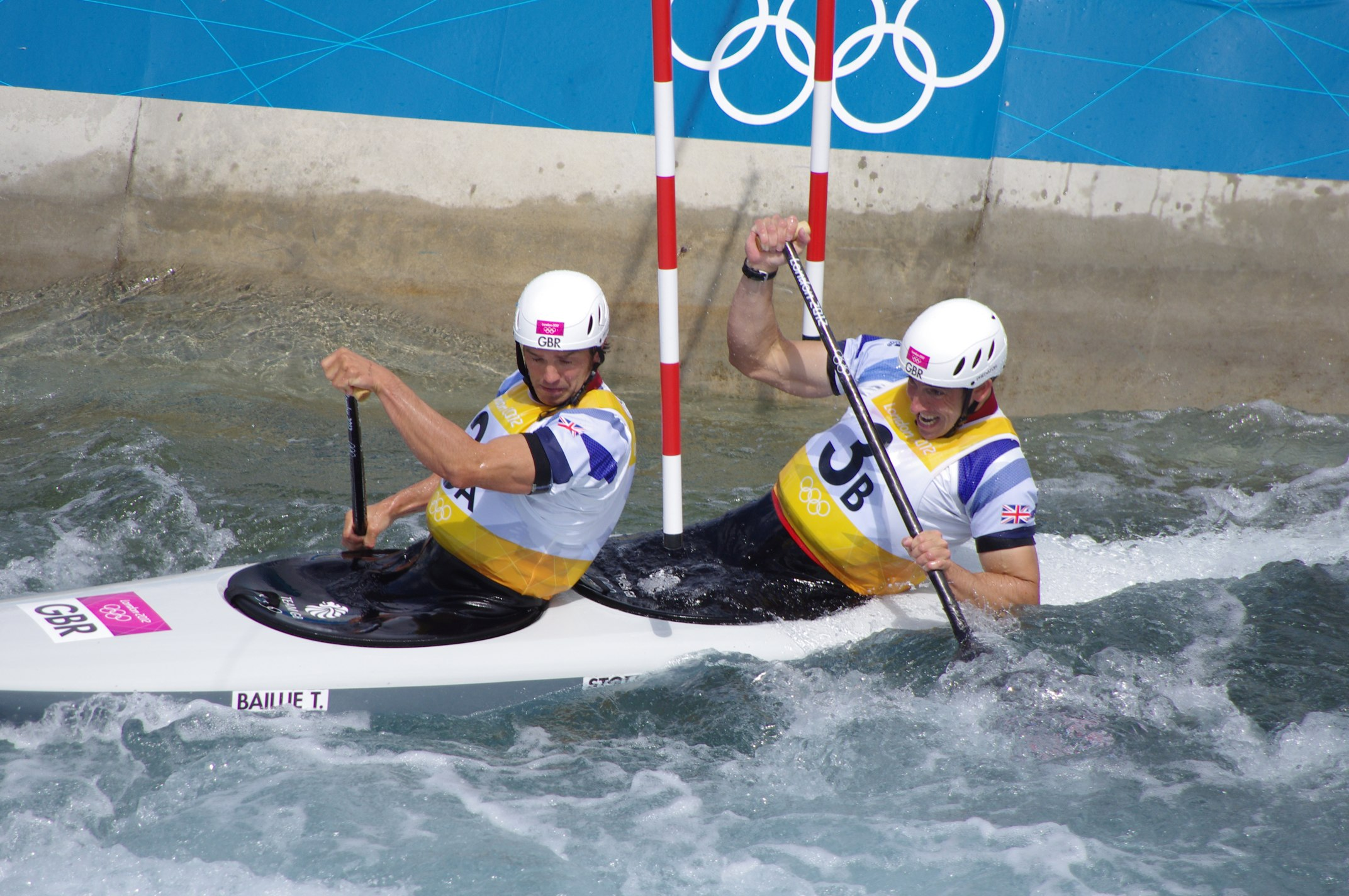
Timothy Baillie & Etienne Stott
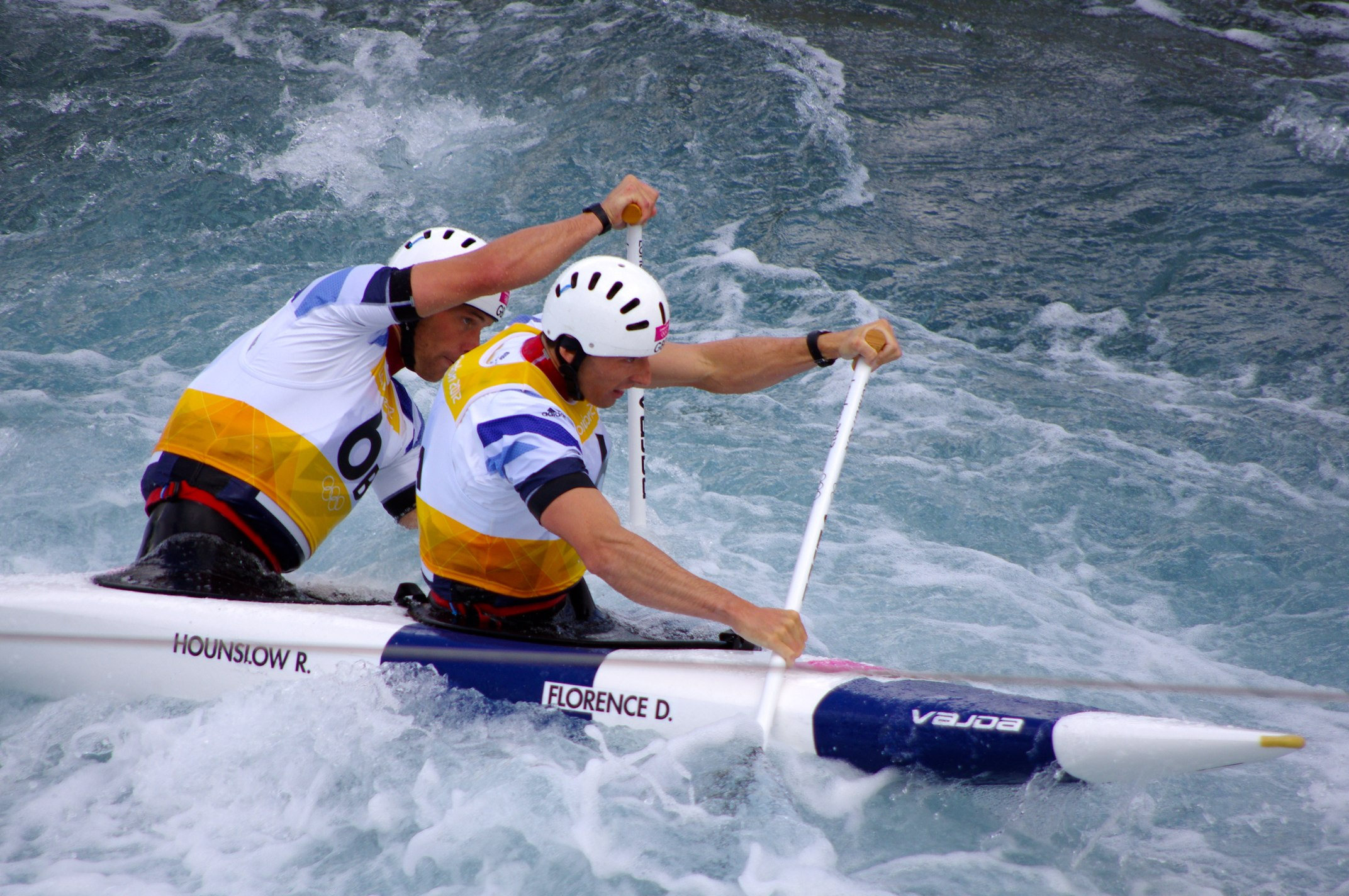
David Florence & Richard Hounslow
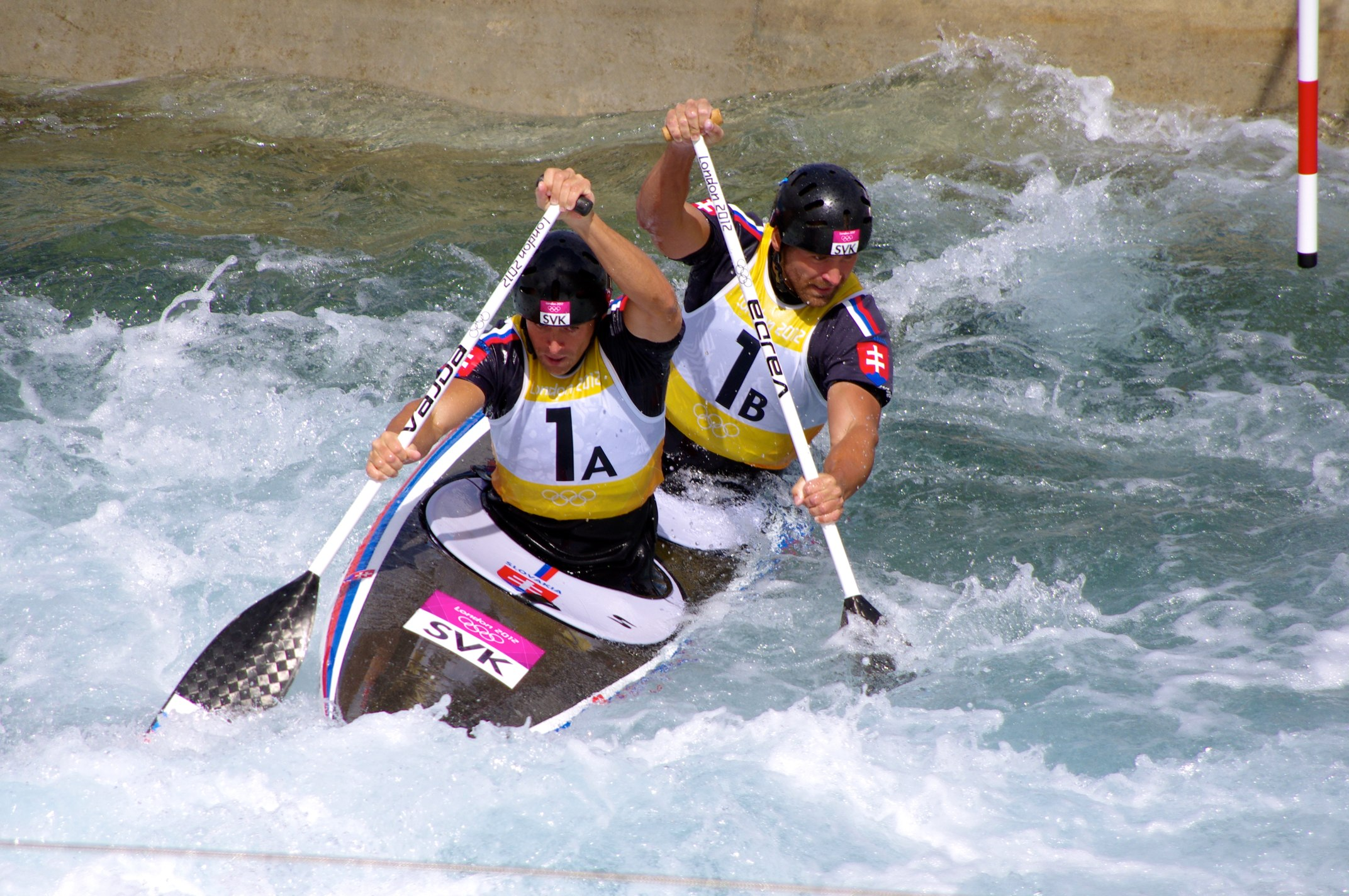
Pavol Hochschorner & Peter Hochschorner
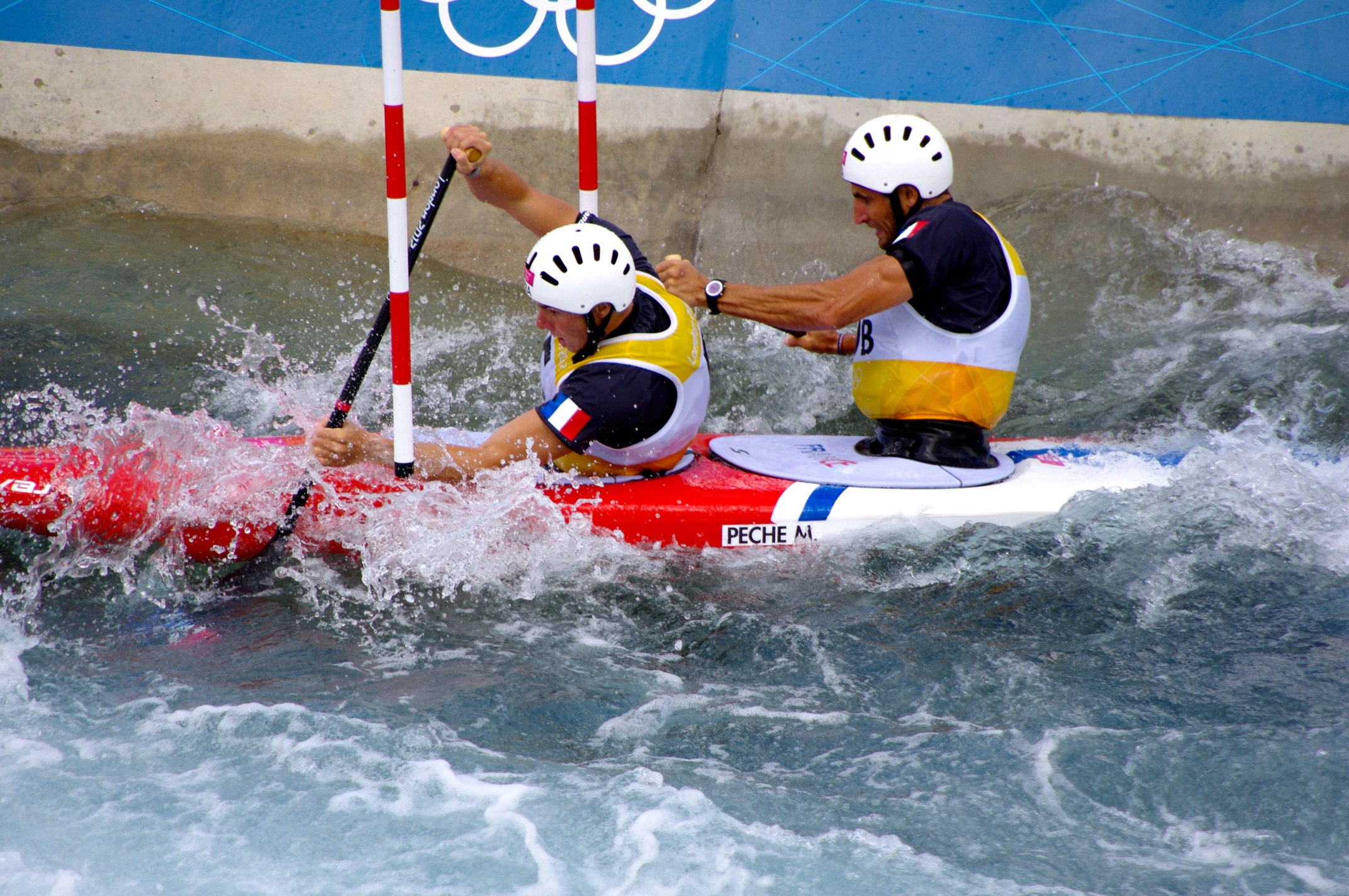
Gauthier Klauss & Matthieu Péché
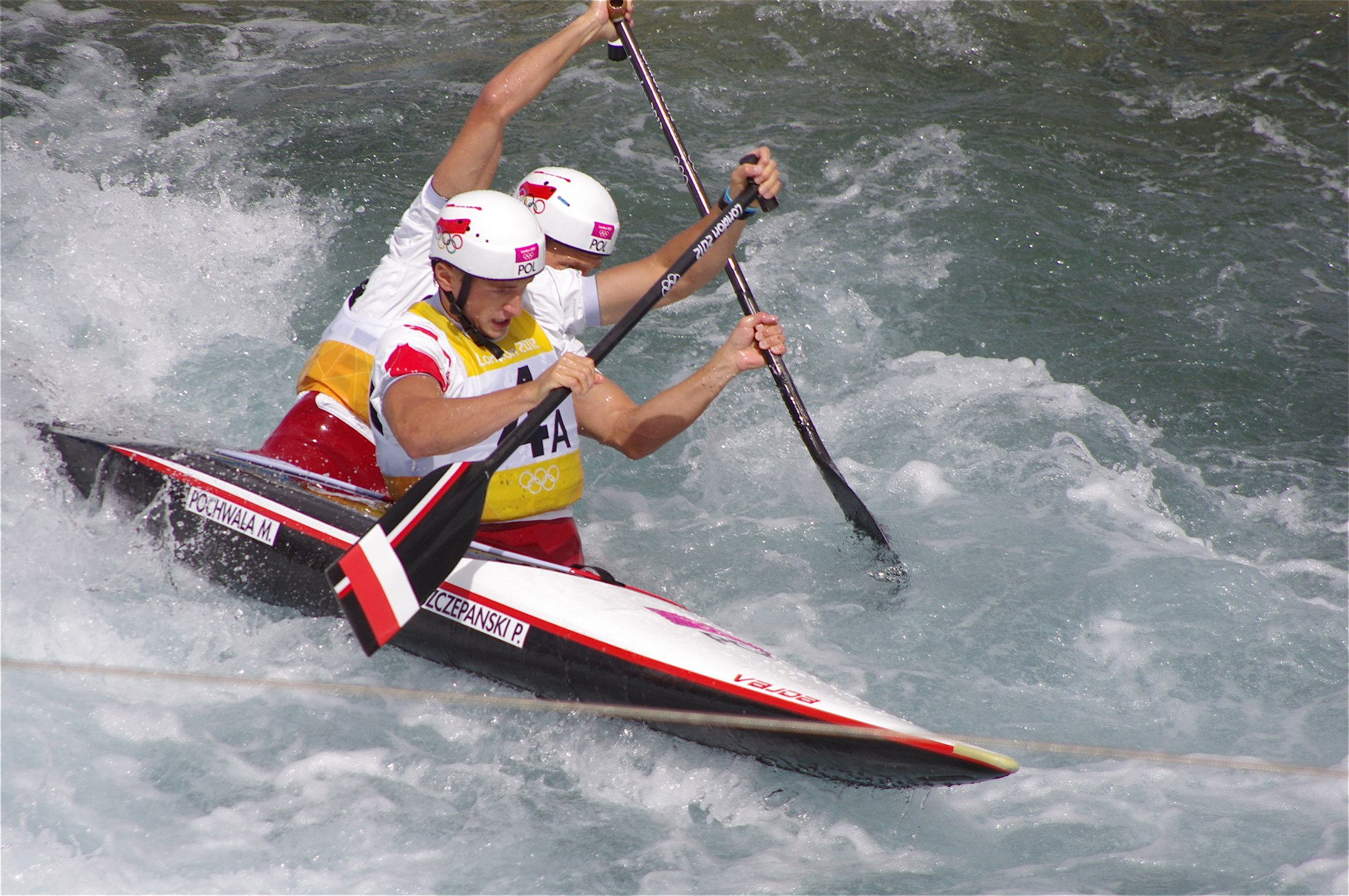
Piotr Szczepański & Marcin Pochwała
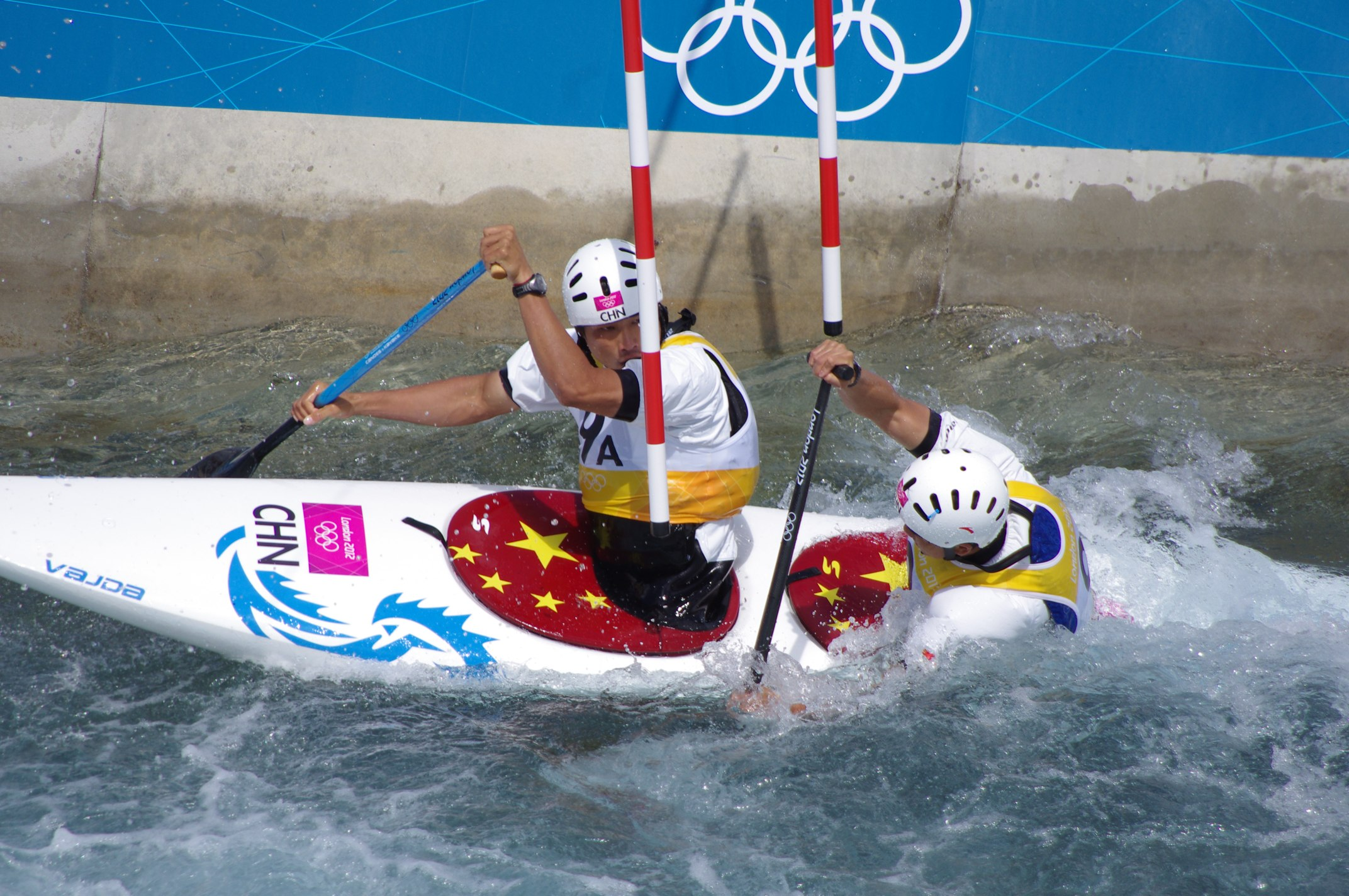
Hu Minghai & Shu Junrong
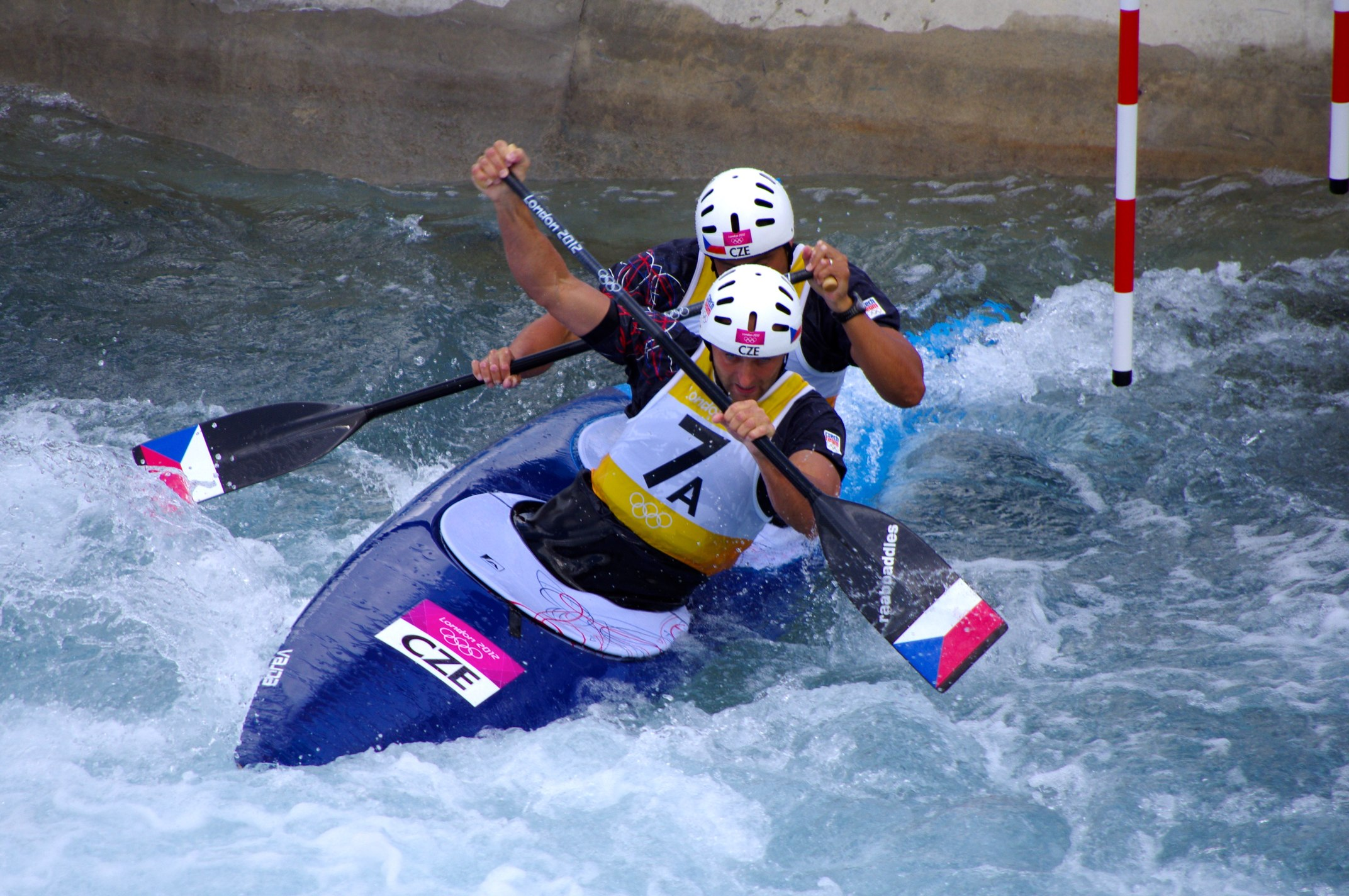
Jaroslav Volf & Ondřej Štěpánek
Sašo Taljat & Luka Božič
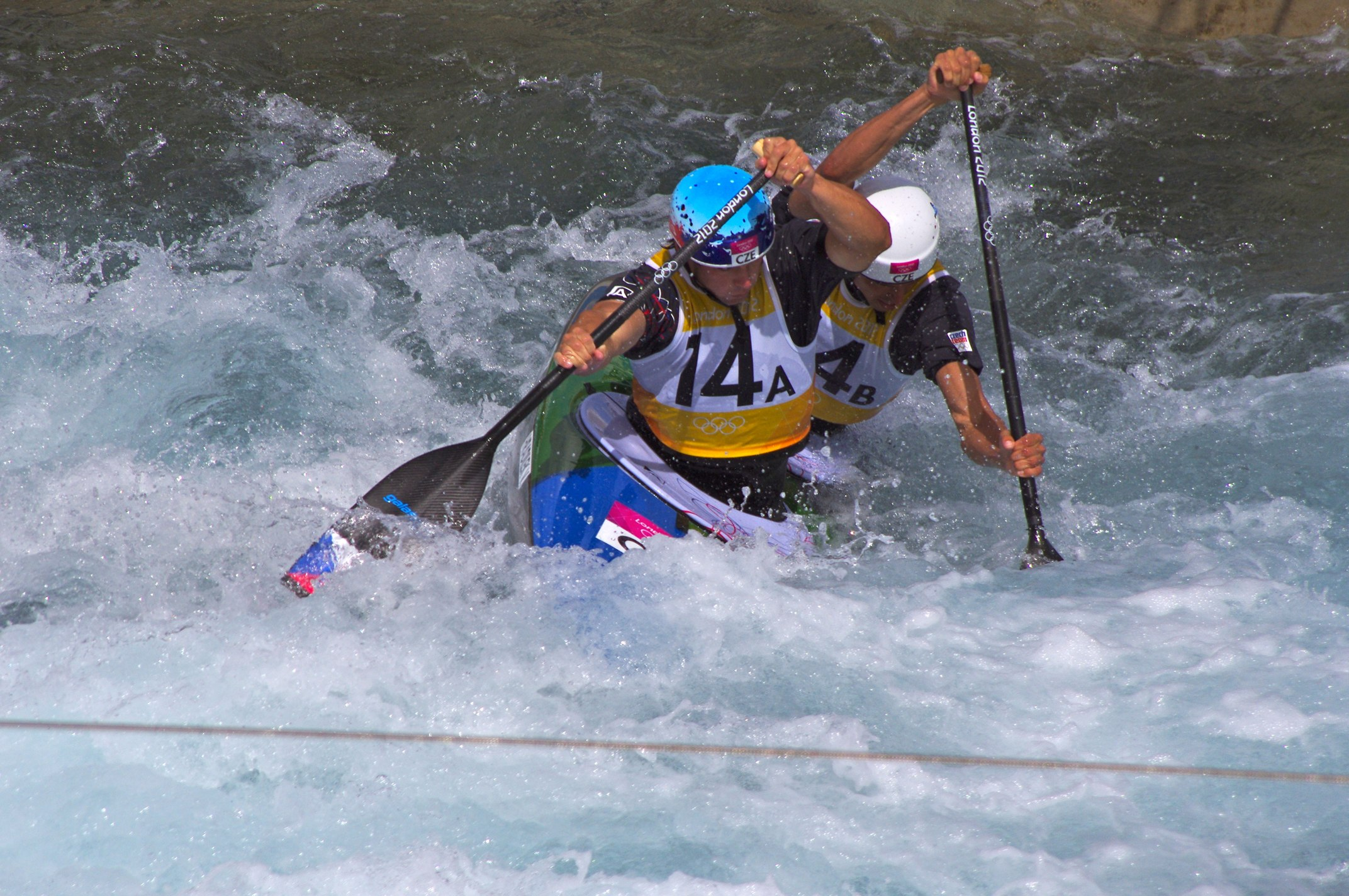
Vavřinec Hradilek & Stanislav Ježek
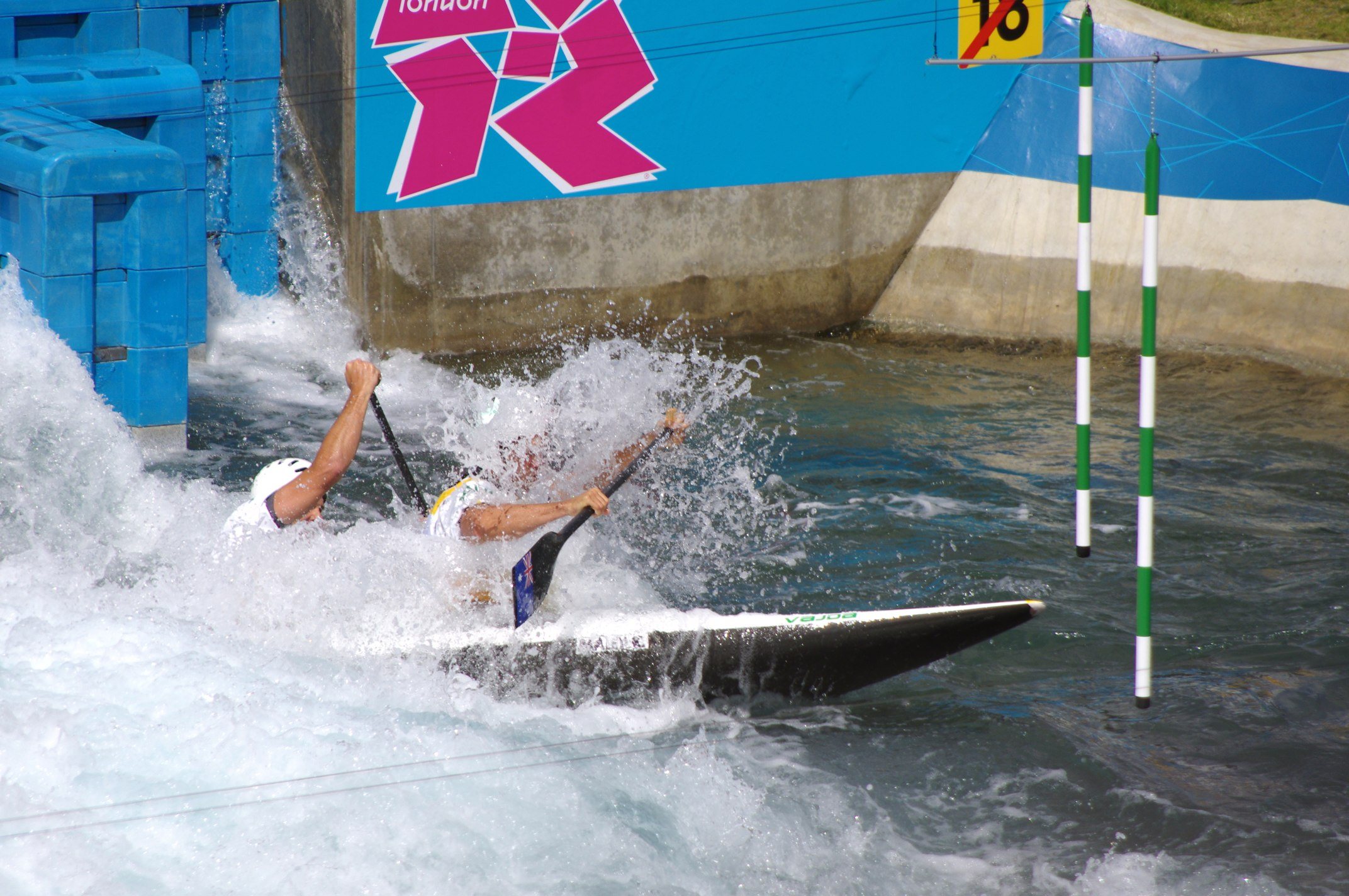
Kynan Maley & Robin Jeffery